# 锡康克河
锡康克河（英語：Seekonk River）美国罗得岛州河流，长约8000米，注入普罗维登斯河，可通航。